# Charlotte Buff

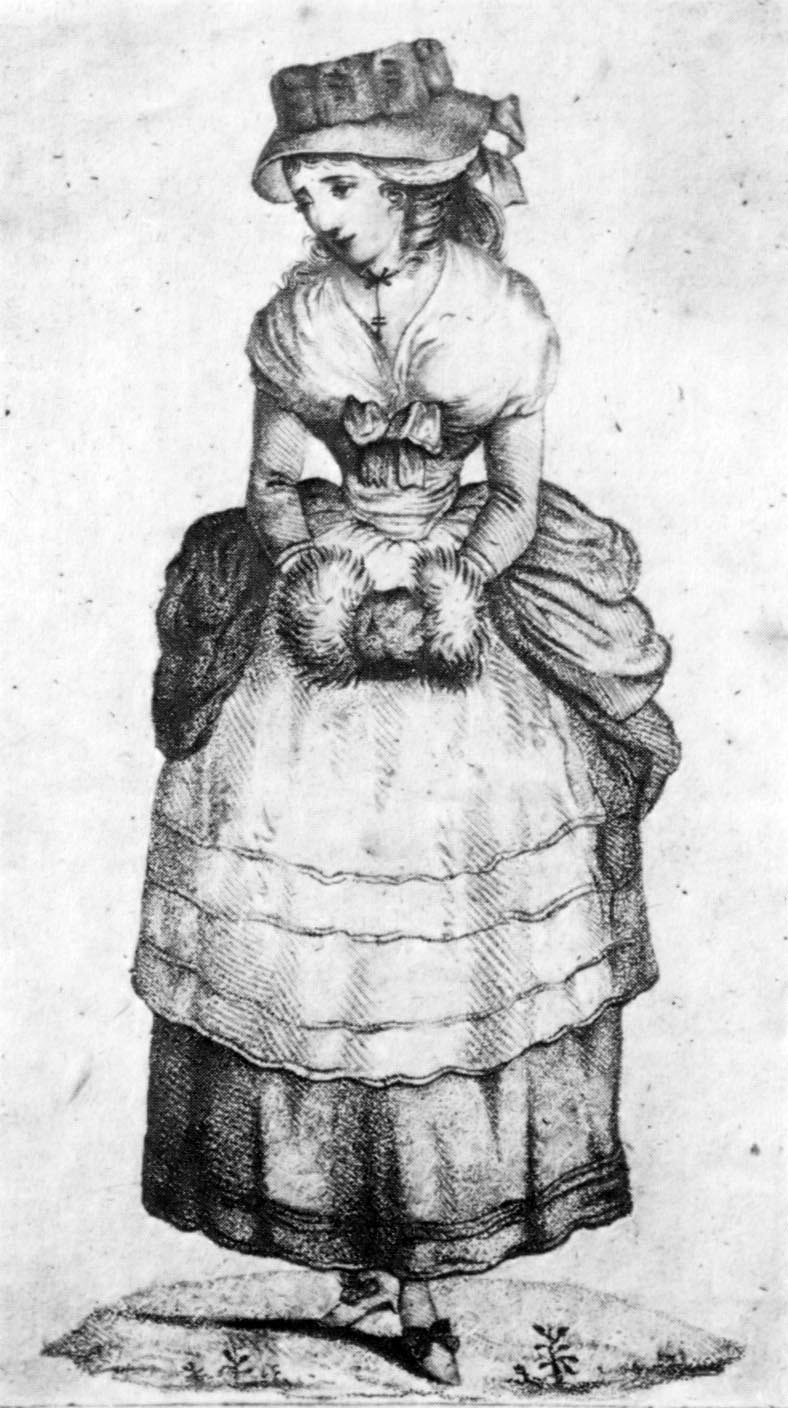
Charlotte Buff

Charlotte Sophie Henriette Buff (Wetzlar, 11 de enero de 1753; Hanóver, 16 de enero de 1828) fue la mujer en el que se basó Johann Wolfgang von Goethe para el personaje de Lotte en Las penas del joven Werther.

## Biografía
Fue la segunda de dieciséis hermanos del funcionario público administrativo del principado (1740) y alto cargo de la Orden Teutónica (1755) Heinrich Adam Buff (1711-1795) y de Magdalena Ernestina Feyler (1731-1771). Su sobrino, hijo de su hermano Wilhem Karl Ludwig Buff, fue el químico Heinrich Buff.
Buff se enamoró en 1768 y se casó el 4 de abril de 1773 con Johann Christian Kestner, Consejero de Legación de Hanóver. Desde la temprana muerte de su madre en 1771, Lotte se ocupó del cuidado de su padre y de sus nueve hermanos pequeños.
Goethe conoció a «Lotte» el 9 de junio de 1772 en el baile oficiado por la tía abuela de Goethe, la señora Lange, en el pabellón de caza de Volpertshausen (hoy en día Casa de Goethe en Vorpertshausen), un pueblo de los alrededores de Wetzlar. El baile se celebró con motivo del cumpleaños de Karoline Buff, la hermana mayor de Charlotte, y el compromiso de Karoline con el hijo de la señora Lange, Christian Dietz, doctor en derecho. Goethe tuvo que recoger a Charlotte y, aunque en esa época cortejaba a la joven de 17 años Johanntte Lange, Lotte le maravilló por su apariencia exterior y carácter abierto. Como describe en el Werther, bailó con ella toda la noche y le agradó como Lotte entretenía a todos con juegos durante una tormenta.
No como aparece en el Werther el día del baile, sino un día después sucedió la «deliciosa escena» en casa de los Buff en Wetzlar. Cuando Goethe volvió, Lotte estaba cortando unas rebanadas de pan a sus hermanos. Este momento lo inmortalizó F. Raab en una pintura basada en un grabado en cobre de Wilhelm von Kaulbach, que se puede contemplar en la Casa de Lotte en Wetzlar. Goethe lo describió en el Werther con estas palabras:

¡Qué delicia para mí contemplarla rodeada de sus ocho alegres y traviesos hermanitos!
Johann Wolfgang von Goethe, Las penas del joven Werther

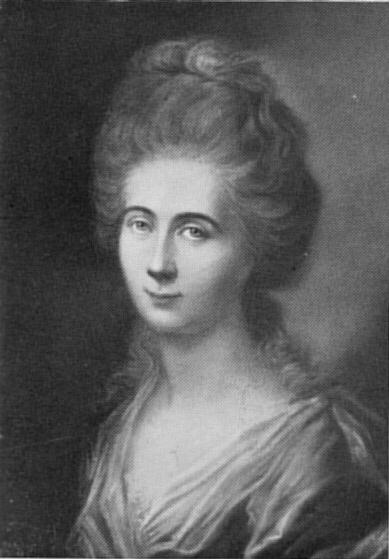
Charlotte Kestner.Cuadro de Joh. Heinrich Schröder

Goethe tuvo buena relación con los hermanos de Lotte. Al igual que con Kestner, el prometido, cuando éste volvió. Él afirma en el Werther que Lotte era lo más querido en el mundo para Albert. También se sentía abrumado por la imposibilidad de una relación con Lotte, por lo cual abandonó Wetzlar. Sintiéndose impotente, afectado y celoso, abandonó Wetzlar dejando una carta de despedida y se puso a trabajar en su obra literaria. En 1774 se publicó la novela Las penas del joven Werther.

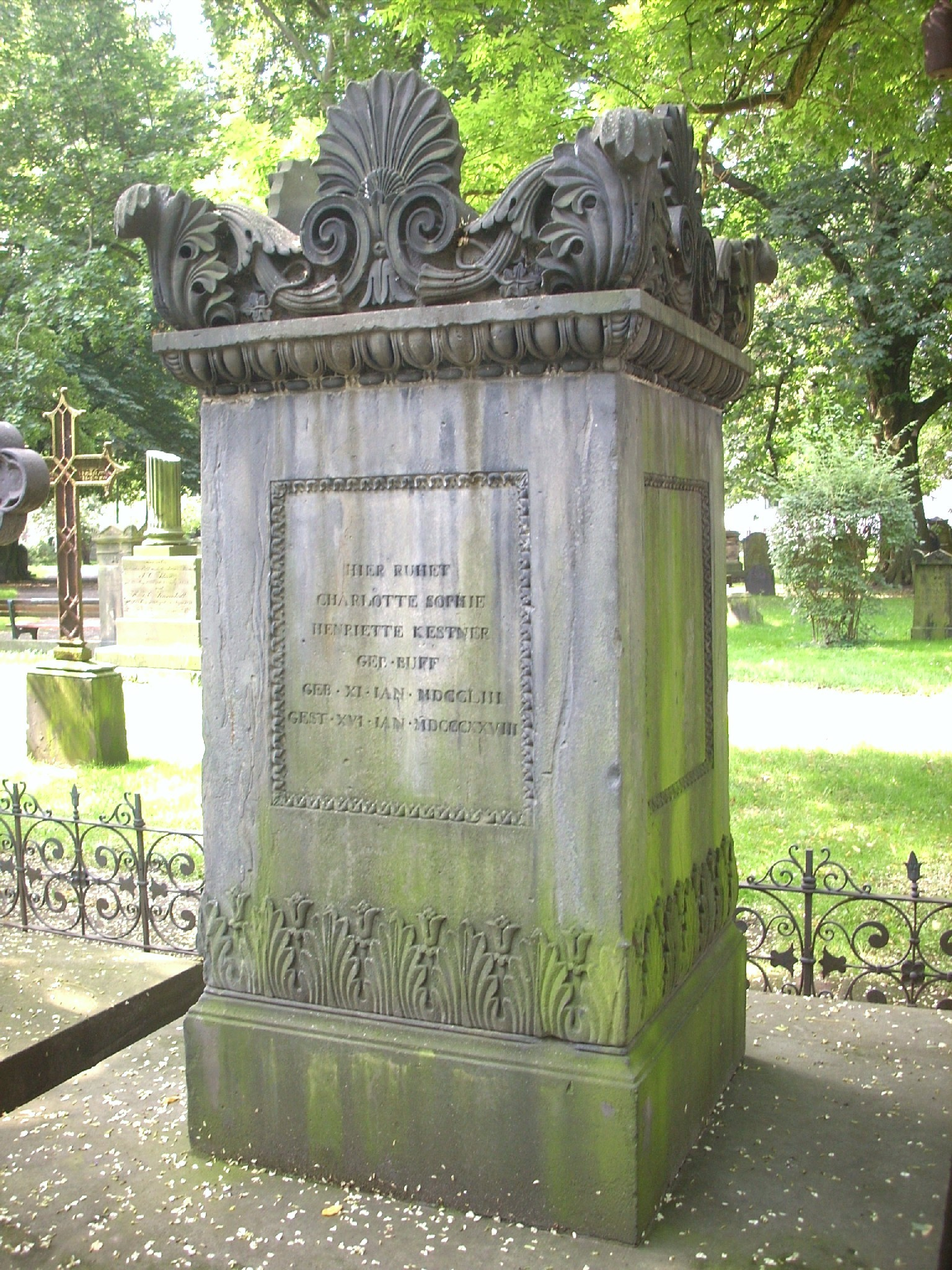
Lápida en el cementerio Gartenfriedhof de Hanóver.

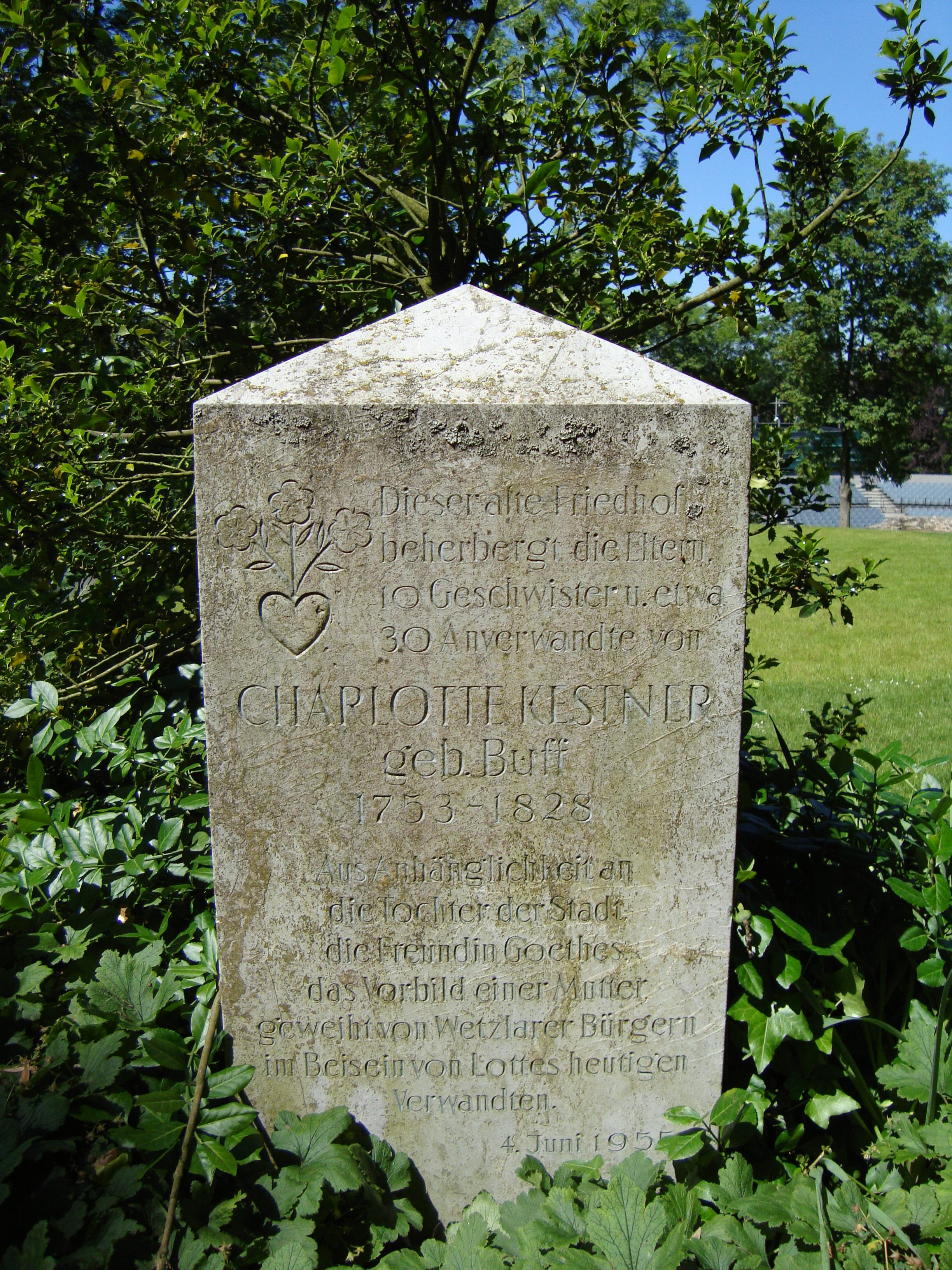
Lápida en Wetzlar

Chatlotte se casó con Kestner en 1773 y vivió con él en la calle Aegidien de Hanóver donde crio 8 hijos y 4 hijas, posteriormente se mudaron a la calle Grossen Wall (hoy en día Georgswall). Tras la muerte de su marido en 1800 fue el nexo de unión de una dispersada familia. Tomó parte activa en su progreso y cuidados.
Volvió a tener correspondencia con Goethe y esto hizo que para sus hijos (August Kestner) fuera una buena influencia. En septiembre de 1816 viajó a Weimar una semana por la boda de su hermana pequeña y se encontró también con Goethe. Fue un encuentro formal que Thomas Mann inmortalizó bastante libremente en su obra literaria Lotte en Weimar publicada en 1939.
La tumba de Charlotte Kestner se encuentra en el cementerio Gartenfriedhof de Hanóver. El clásico monumento fúnebre que se alza sobre la tumba fue diseñado por el marido de una de sus nietas, el arquitecto Georg Ludwig Friedrich Laves.
Parientes directos de Charlotte Kestner viven hoy en Alemania, Suiza y Francia. Gracias a una investigación se sabe que hay hoy en día cerca de 1200 parientes de Charlotte, de sus hijos y hermanos.

## Acogida

### Novelas
- Thomas Mann: Carlota en Weimar (1939)

### Películas
- 1975: Lotte en Weimar, de Egon Günther, basada en la novela de Thomas Mann. El personaje principal lo interpreta Lilli Palmer, con Martin Hellberg en el papel de Goethe.
- 2010: Goethe!, de Philipp Stölzl, donde el papel de Lotte lo interpreta Miriam Stein.